# 基律纳

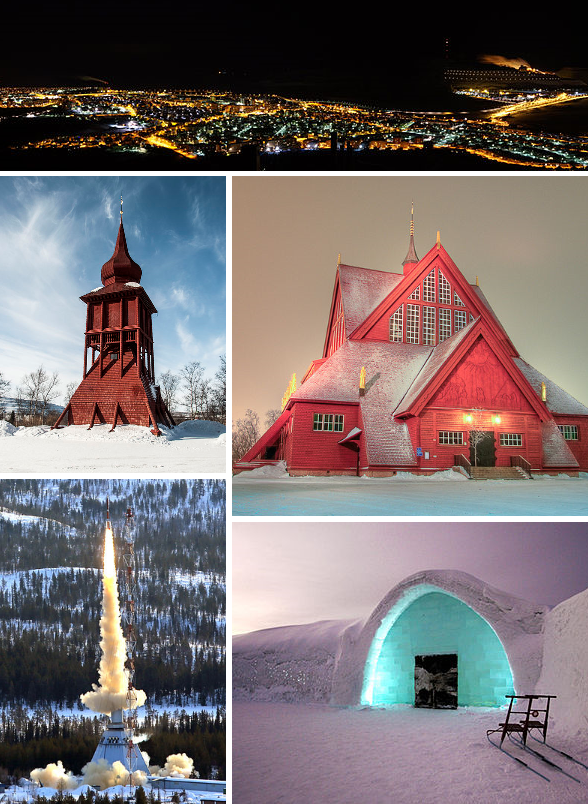
Kiruna

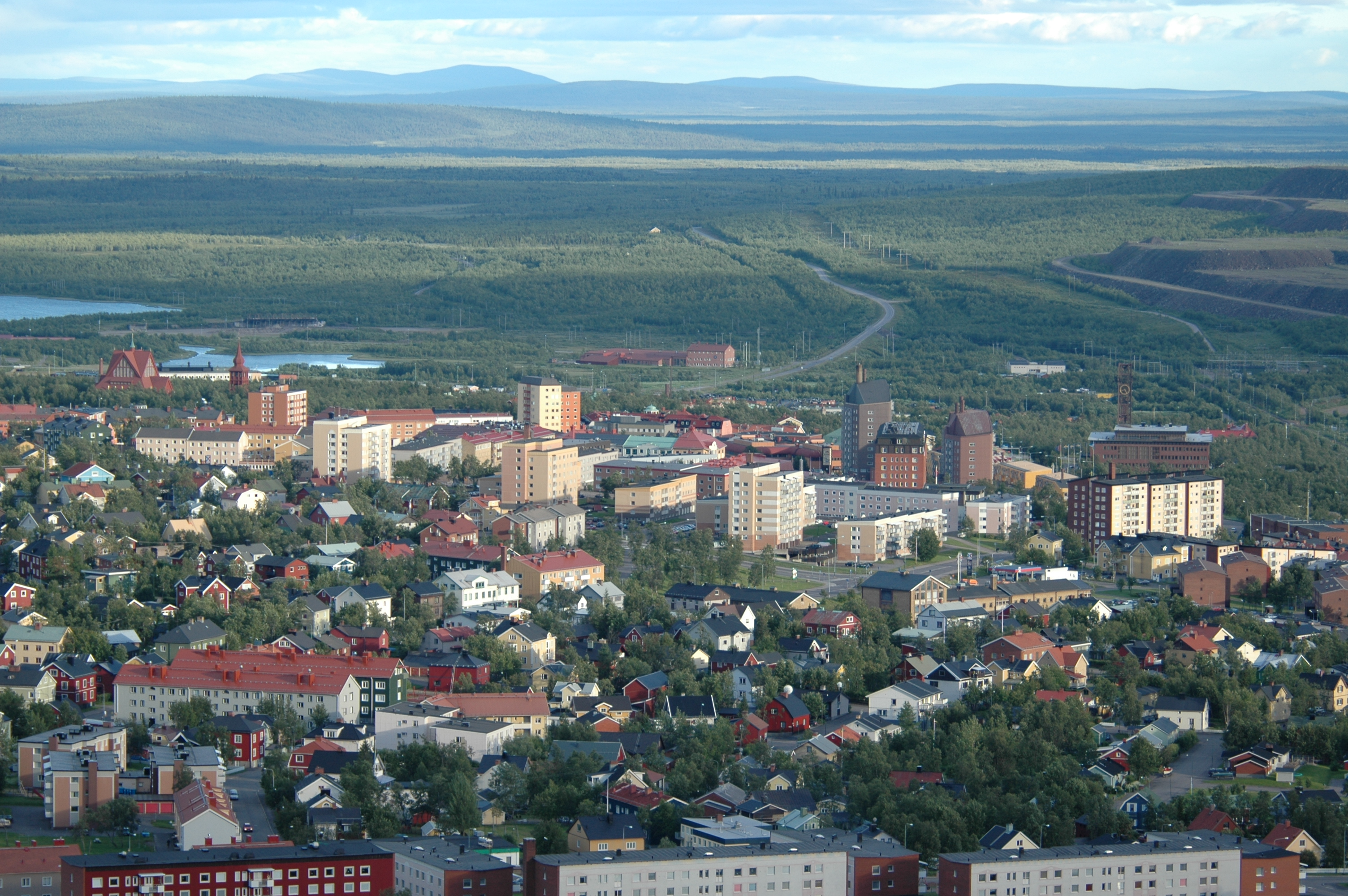
基律纳

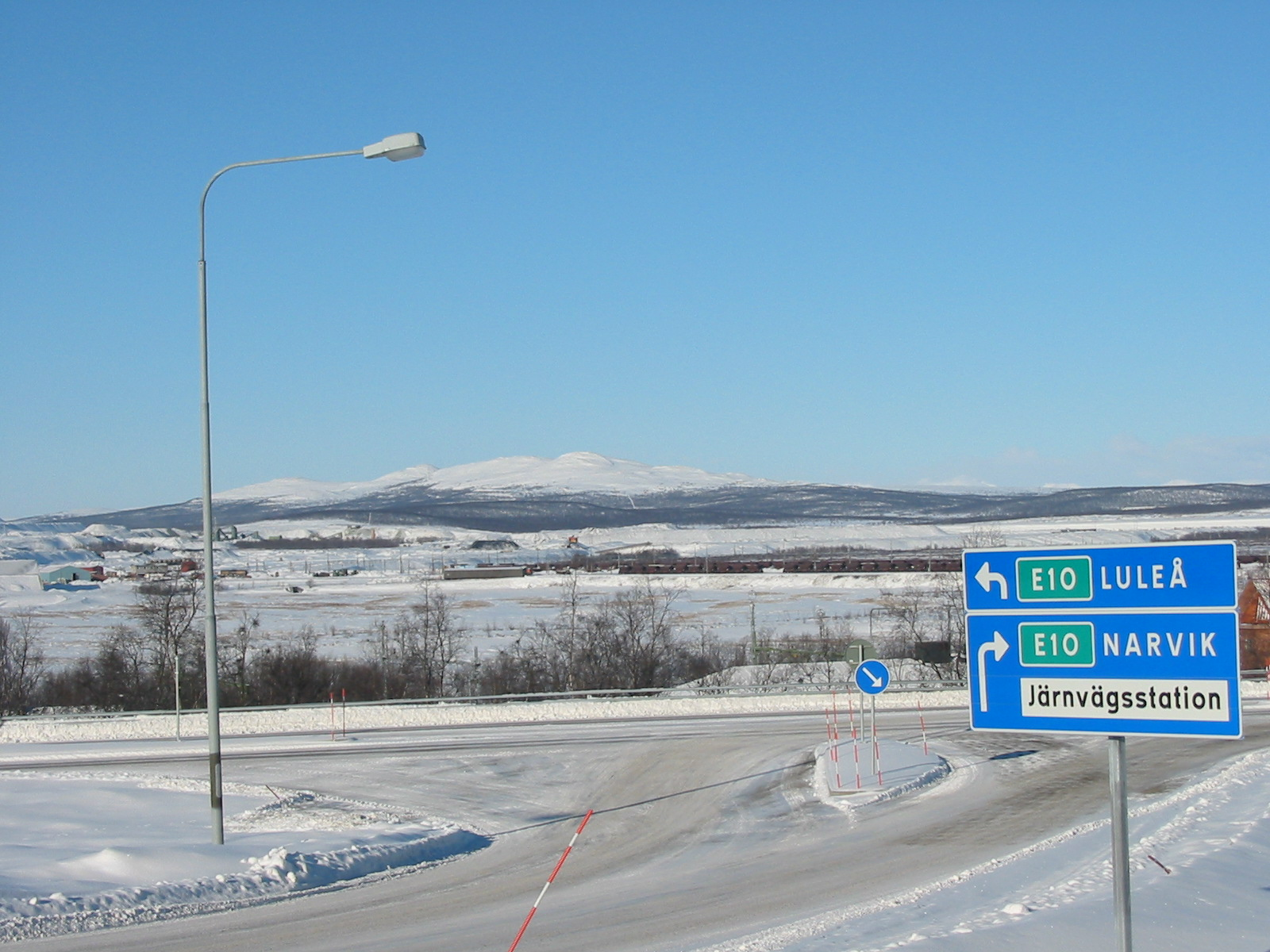
基律纳城外风光

基律纳（瑞典語：Kiruna，瑞典語發音：[ˈkǐːrʉna]），又译作基鲁那，是瑞典最北部的一个城市，位于北博滕省，为瑞典萨米议会的所在地。

## 名称
基律纳在1900年4月27日取得如今的正式名称“Kiruna”。在此之前，该地称为卢奥萨瓦拉（Luossavaara，得名于同名的卢奥萨山），但是由于居民想要一个易于书写和发音的名称，因此将附近的一座矿山“基律纳山”（瑞典语；北薩米語：。意为“雷鸟之山”）的名称缩写，得到了今天的名称“基律纳”（瑞典語：Kiruna）。

## 地理
基律纳建於1899年，並于1948年成为一个瑞典城市，曾经是世界上面积最大的城市。不过在1970年代瑞典自治区重新划分后，它变为世界上面积第二大的城市，面积为20,000平方公里，仅次于當時面積第一大城澳大利亚昆士兰洲的芒特艾萨市，后者有42,904平方公里。 
凱布訥山是瑞典最高的山，海拔2,117米。基律纳自治区有6,000多个湖泊。托尔讷湖是其中最大的湖。无与伦比的地理风光还有著名的阿比斯库国家公园，是和挪威的边界。
基律纳位于北极圈以北145公里，从每年的5月30日到7月15日是极昼。极夜的日期要短一点，从每年的12月13日到次年的1月5日。
可以通过欧洲E10公路，铁路和飞机到达基律纳。
由於主城區位於鐵礦上方，礦坑的巨大裂縫使基岩變形，目前基律納正將主城區遷往鄰近基岩穩固的地區。

## 工业
铁矿提炼是基律纳地区的支柱产业，城市很依赖LKAB矿业公司。第二次世界大战期间，大量的铁矿从瑞典北部通过火车运到东海岸，再往下运，支持德国战争。
2004年，目前的市中心（N67°49'48,E20°25'48）的位置由于挖矿引起了沉降的问题，必须迁址。迁址会在未来的十年裡面逐渐进行。2007年1月8日，新的位置确定下来，基律纳将逐渐搬到西北方向，位于卢奥萨山（Luossavaara）脚下，在卢奥萨湖（Luossajärvi）边。
最近几年，基律纳努力改变城市对矿业的依赖程度转而发展科学，研发和政府相关职能。

## 风光

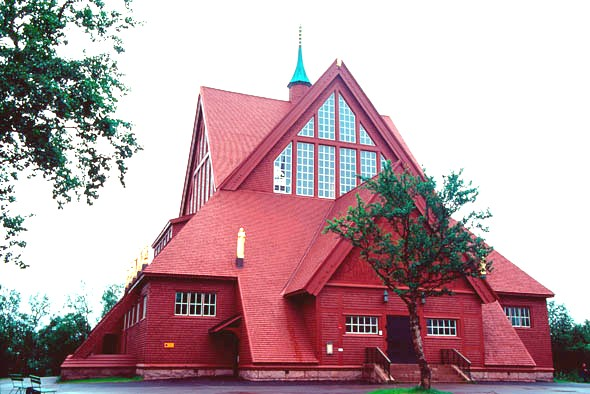
基律納教堂

尤卡斯耶尔维村（Jukkasjärvi）有一个著名的冰旅馆，一个完全由冰建造成的旅馆，每年都重新建造。
1907年建造的基律纳教堂也一样很有名气，是瑞典最大的木头建筑之一。教堂的表面是新哥特式风格，而祭坛是新艺术运动风格。它曾被评为瑞典最佳外观的教堂和瑞典1950年前最重要的建筑。